# هیوندای اکسل
هیوندای اکسل (انگلیسی: Hyundai Excel) (هانگول: Hyundai Excel) اولین خودروی محور جلو می‌باشد که توسط هیوندای در سال‌های ۱۹۸۵–۲۰۰۰در کره جنوبی تولید شده‌است. هیوندای اکسل جایگزین هیوندای پونی(Pony)-که جزء خودروهای موتور جلو-محور عقب، بود قرار گرفت، به همین علت اکسل در برخی از بازارها تحت نام پونی عرضه شد. هیوندای اکسل در سه نوع اتاق سدان، هاچ بک پنج در و هاچ بک سه در به بازار عرضه گردید.
این خودرو در همان سال‌ها رقیب مستقیم کیا پراید یا فورد فستیوای مشهور به‌شمار می‌رفت اما در بازار ایران رقیبی ارزان‌قیمت برای دوو ریسر لوکس‌تر، هوندا سیویک اسپرت‌تر، تویوتا کورولای مشهورتر، میتسوبیشی لنسر دوست‌داشتنی‌تر و … به‌شمار می‌رفت. اگرچه که اکسل ظاهر و باطن یک میتسوبیشی را یدک می‌کشد اما ورود برند هیوندای به ایران درست با این خودرو آغاز شد. تمامی خودروهای ذکر شده با هدفی مشترک یعنی ورود به بازار خودروهای کم مصرف و کم استهلاک شهری طراحی و تولید شده‌اند که البته جالب است بدانید صنعت خودروسازی کُره جنوبی در دهه ۹۰ میلادی چیزی شبیه به صنعت خودروسازی فعلی چین، یعنی بازتولید خودروهای مطرح بازارهای اقتصادی تحت برندهای انحصاری کشور و در نهایت جلب اعتماد خریداران از حیث ارزش در مقابل پرداختی بود که به همین خاطر و در پی همین جلب اعتماد، کره جنوبی این روزها به جایگاه فعلی رسیده‌است. اگرچه که اکسل با وجود شباهت کلاسی هیچگاه رقیبی قدر برای تویوتا کورولا اول دهه ۹۰ (کد اتاق E90) محسوب نمی‌شد اما قرارگیری این خودرو روبه‌روی خودرویی که تا آن سال‌ها عنوان یکی از پرفروش‌ترین اتومبیل‌های دنیا را یدک می‌کشید، خود پیشرفتی بزرگ به حساب می‌رفت. همچنین این خودرو در بازار ایران اکثراً با پیشرانه‌های ۱٫۳ لیتری کاربراتوری و در ۲ تیپ LS و GLS عرضه می‌شد.
این خودرو تا سال ۱۹۹۴ تولید شد و تا همان سال نیز (۱۳۷۴) وارد ایران شد، نسل اول هیوندای اکسنت که در سال ۱۹۹۴ تولید آن شروع شد می‌توانست جایگزین خوبی برای هیوندای اکسل باشد.

## مشخصات فنی

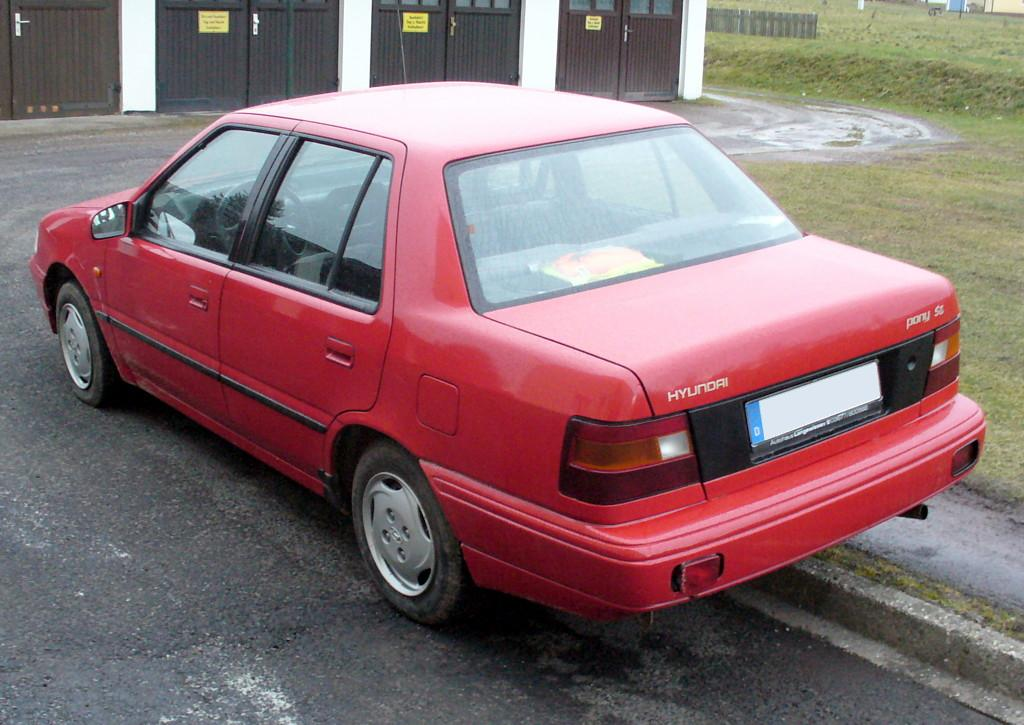

مشخصات فنی هیوندای اکسل نسل دوم به شرح ذیل است:
- تعداد سیلندر: ۴
- حجم موتور: ۱۵۰۰ سی سی، ۱۳۰۰
- تعداد سوپاپ: ۸
- قدرت: ۷۲ اسب بخار در ۵۱۰۰ دور بر دقیقه
- گشتاور: ۱۱۹ نیوتن متر در۳۰۰۰ دور بر دقیقه
- جعبه دنده: دستی
- دنده (جلو): ۴
- شتاب صفر تا صد: ۱۲/۶ ثانیه
- حداکثر سرعت: ۱۶۰ کیلومتر بر ساعت
- ظرفیت مخزن سوخت: ۴۵ لیتر
- متوسط مصرف سوخت: ۷/۶ لیتر در هر ۱۰۰ کیلومتر
- وزن: ۹۳۰ کیلوگرم
- طول: ۴۲۸۰ میلیمتر
- عرض: ۱۶۱۰ میلیمتر
- ارتفاع: ۱۳۷۹ میلیمتر
- سایر امکانات: تنظیم دستی صندلی‌ها – روکش پارچه صندلی دارد.

## نگارخانه

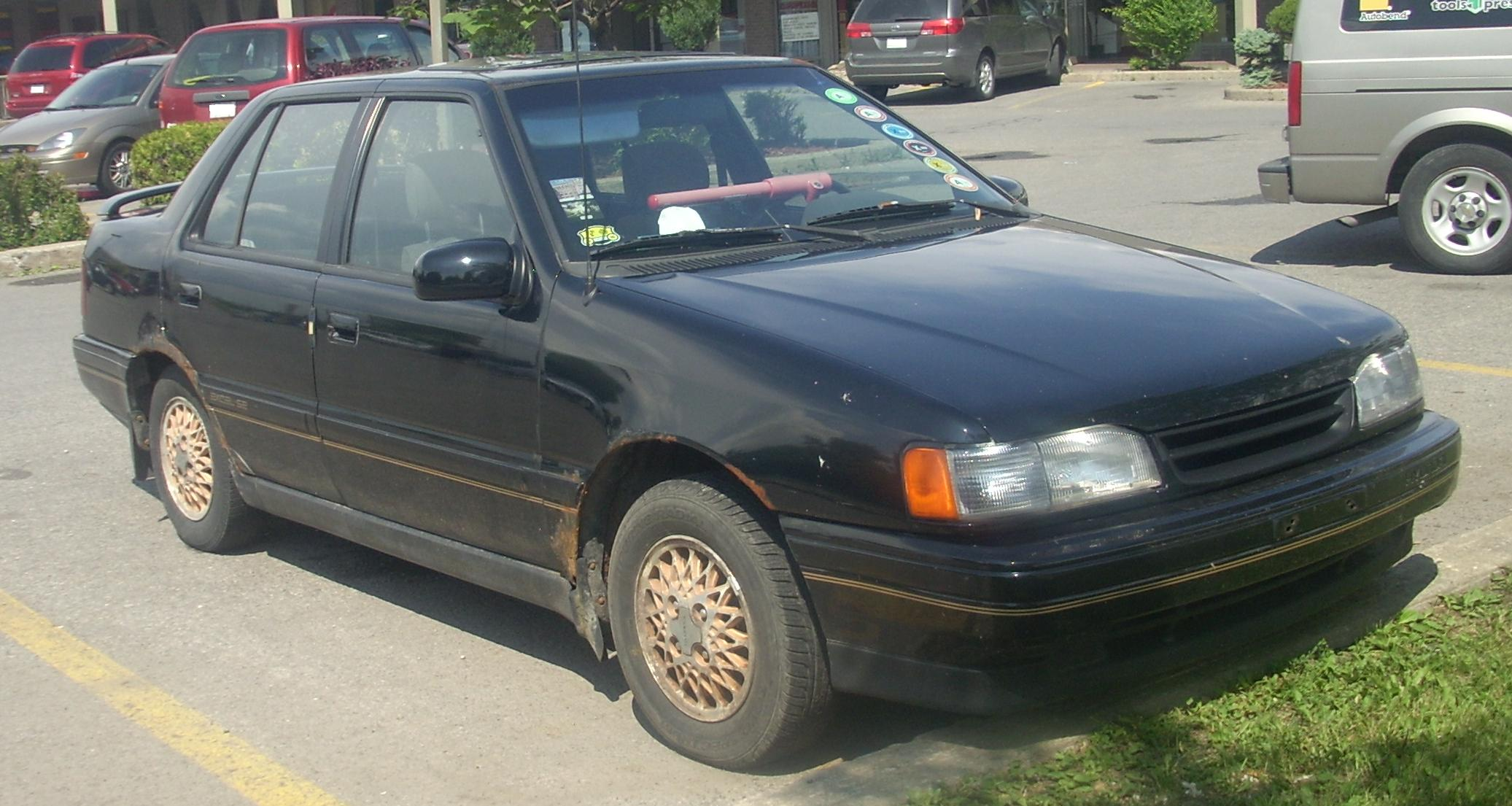
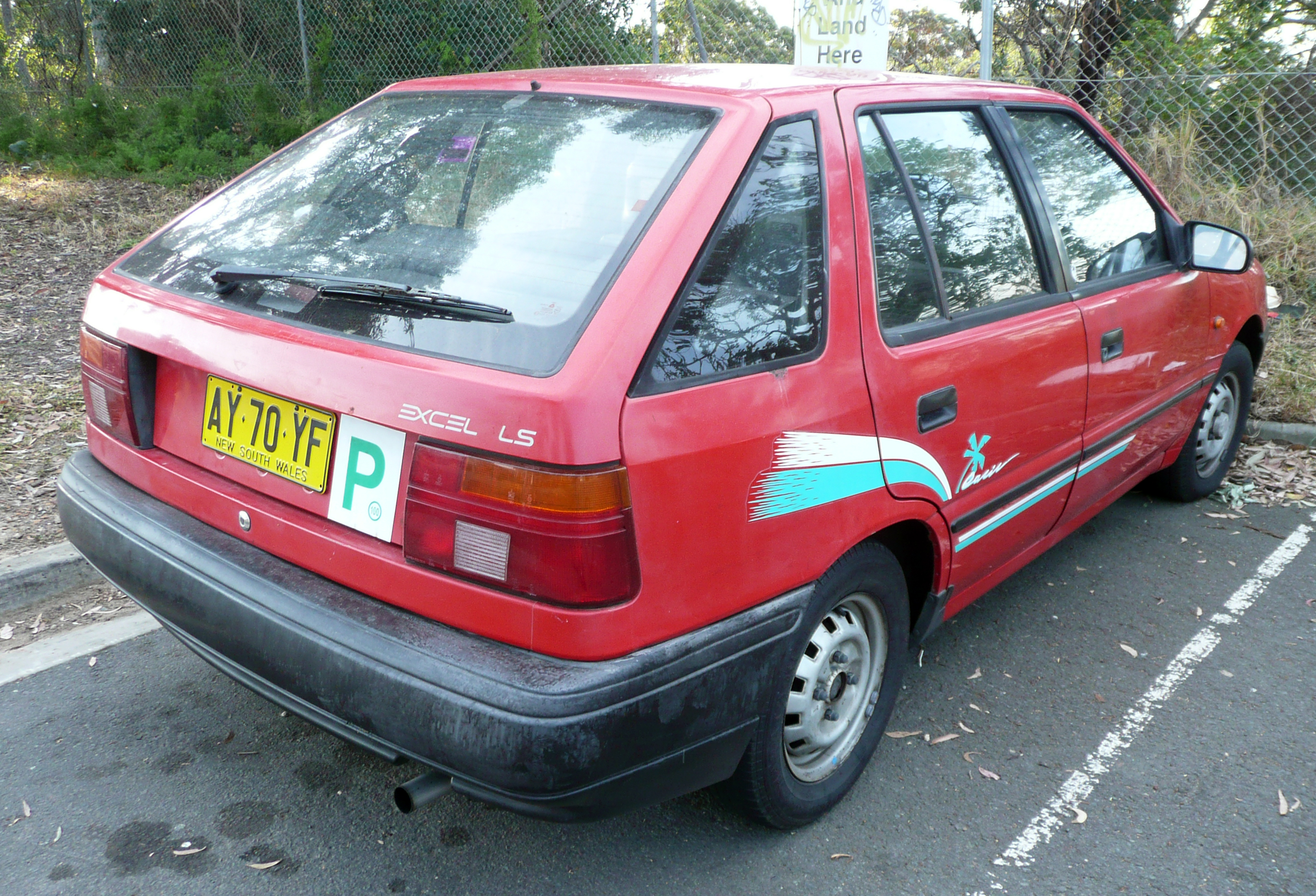
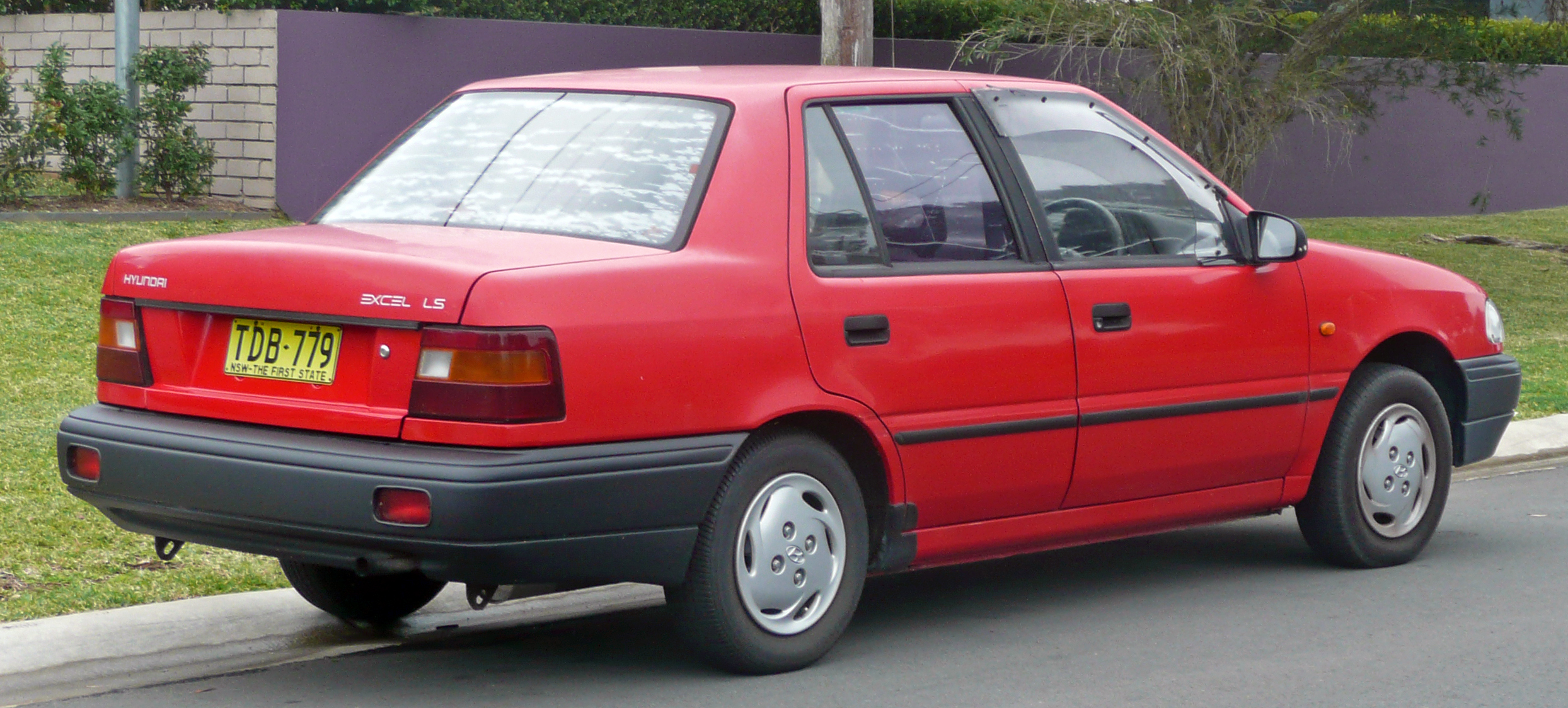
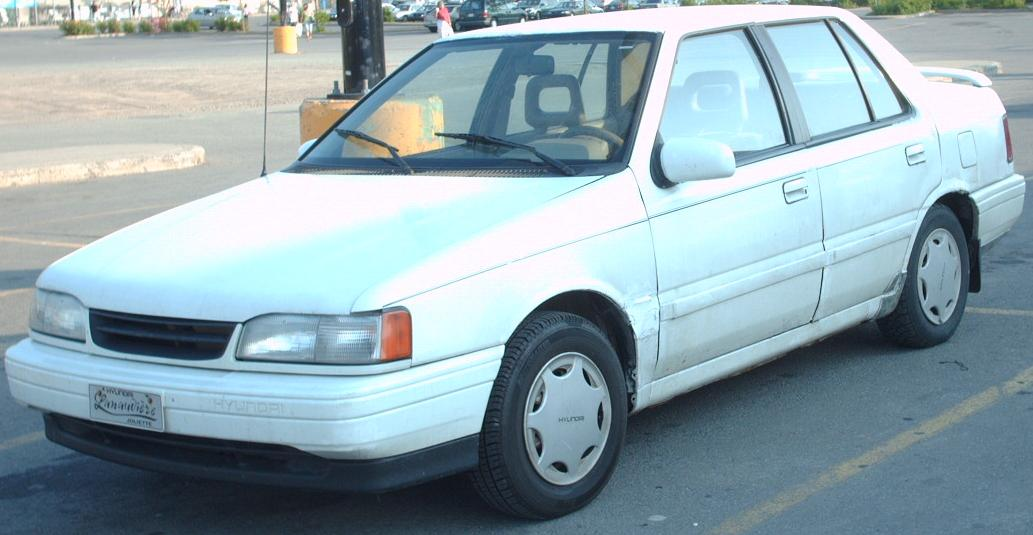
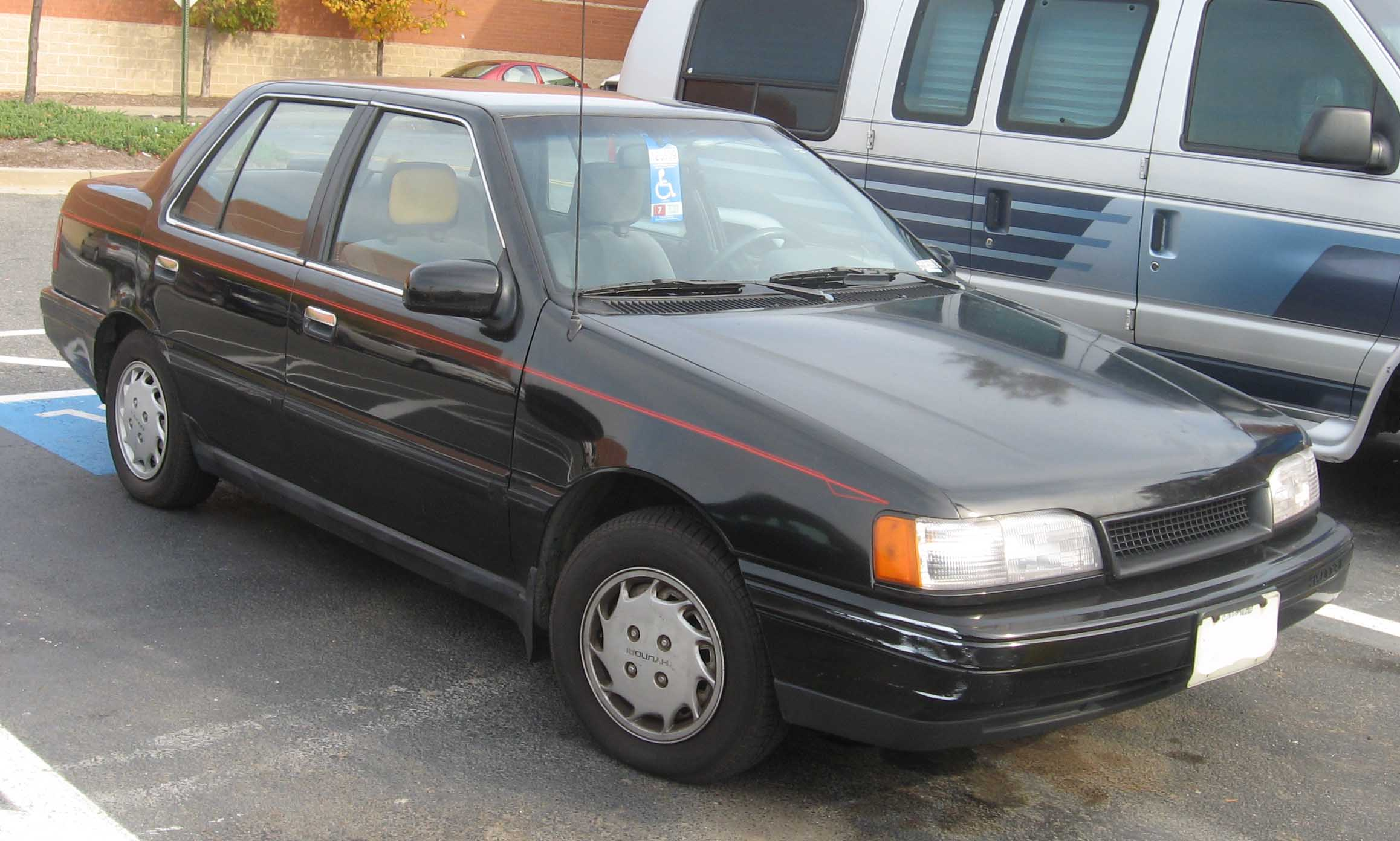
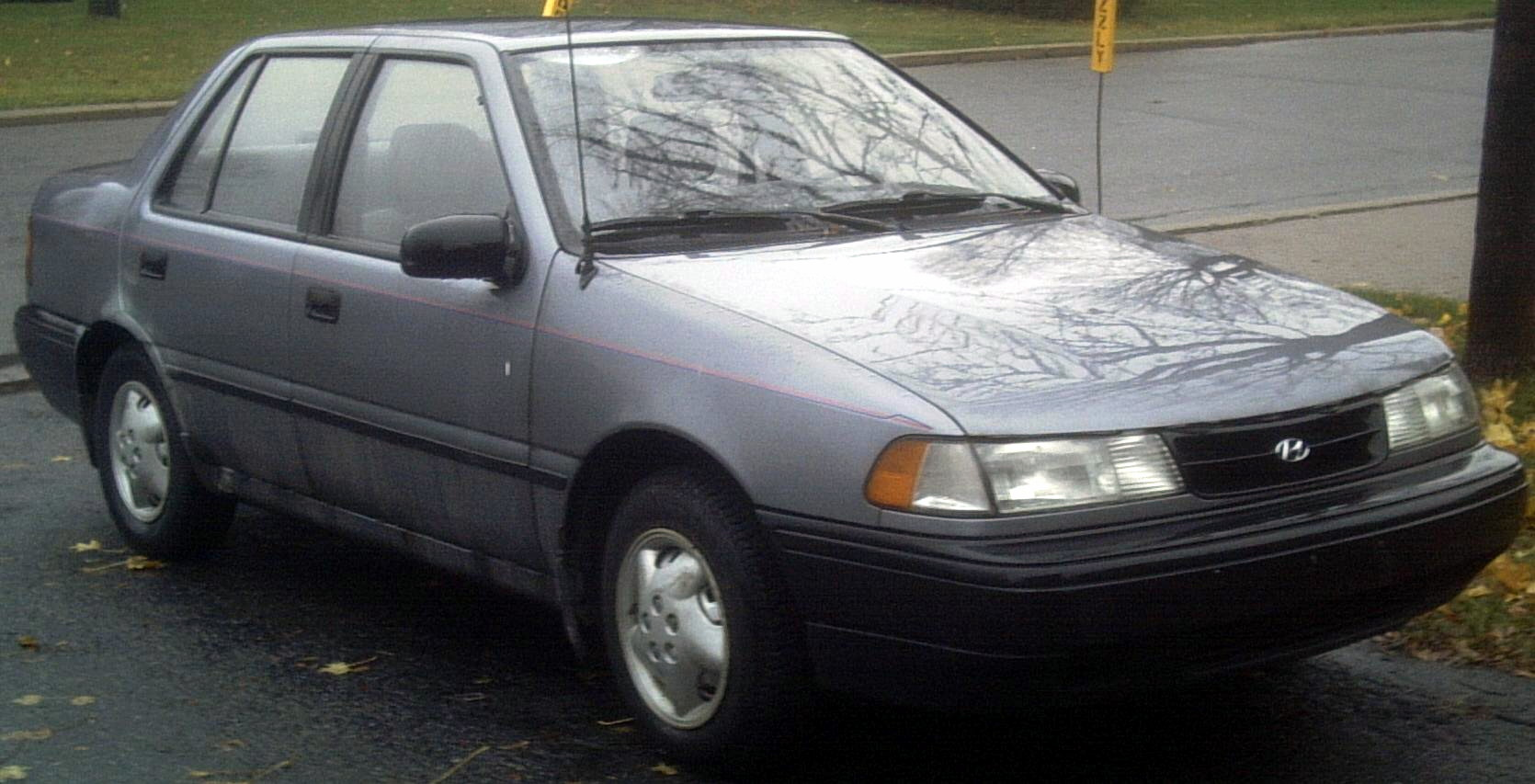
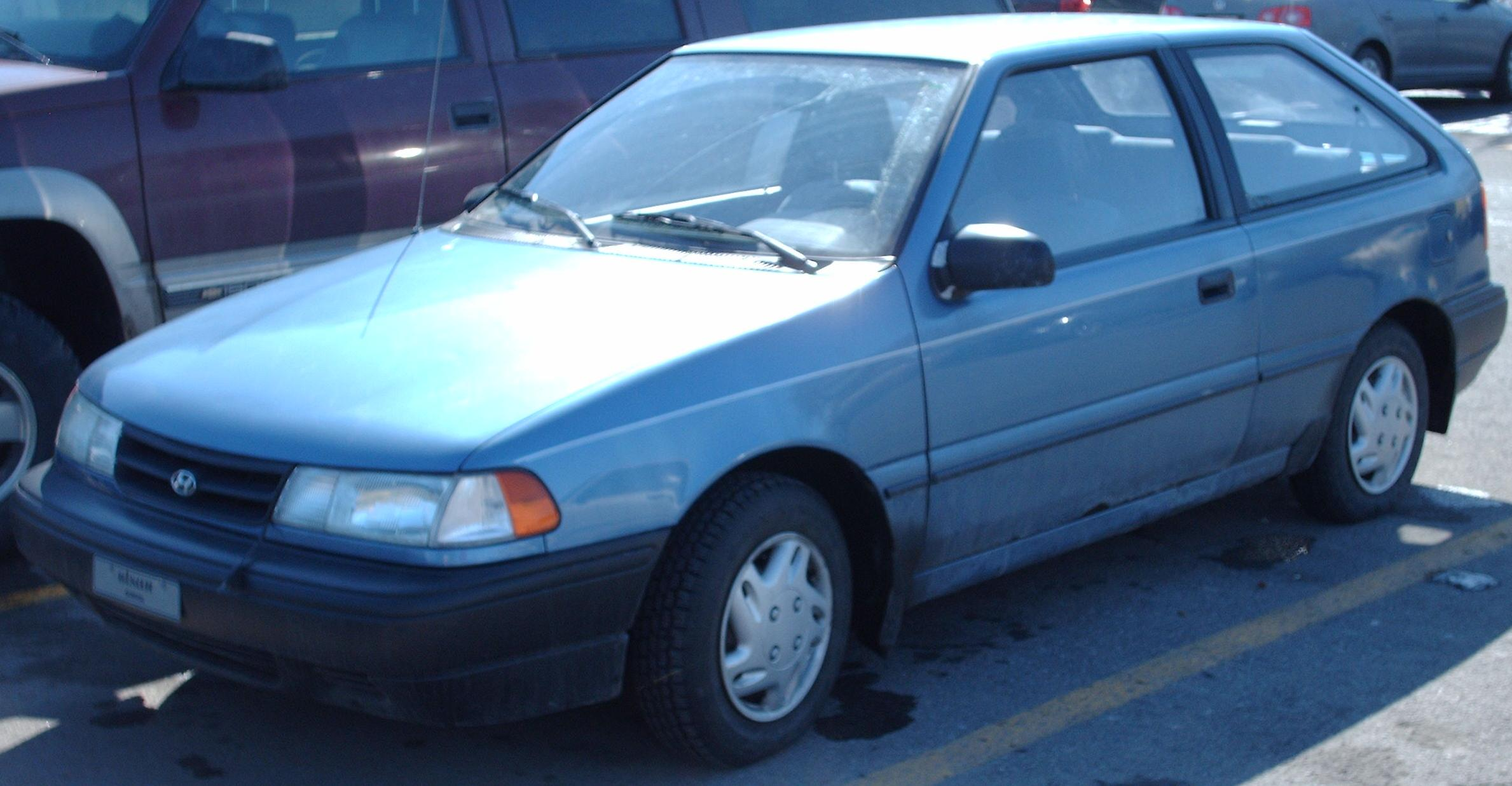
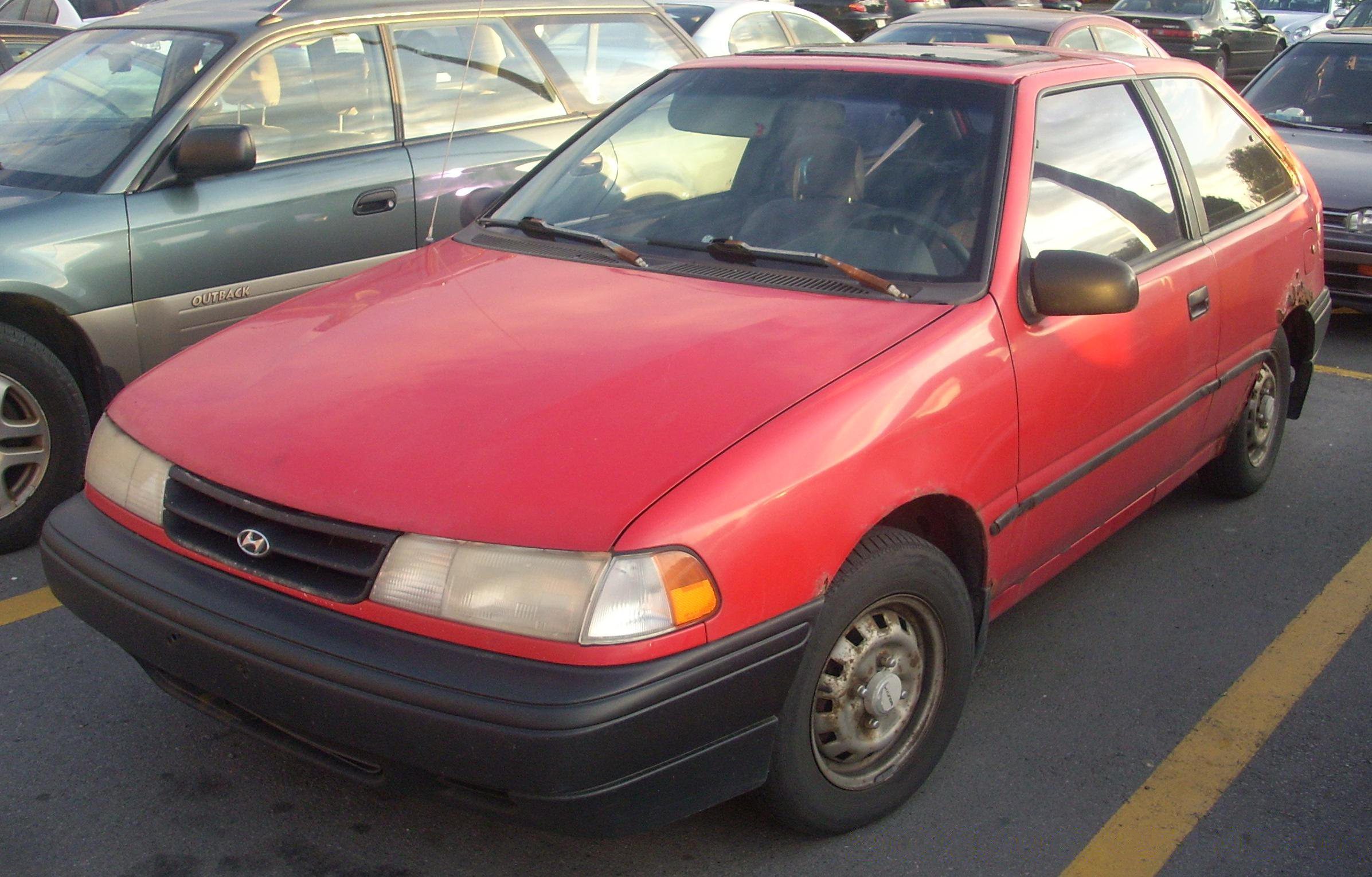
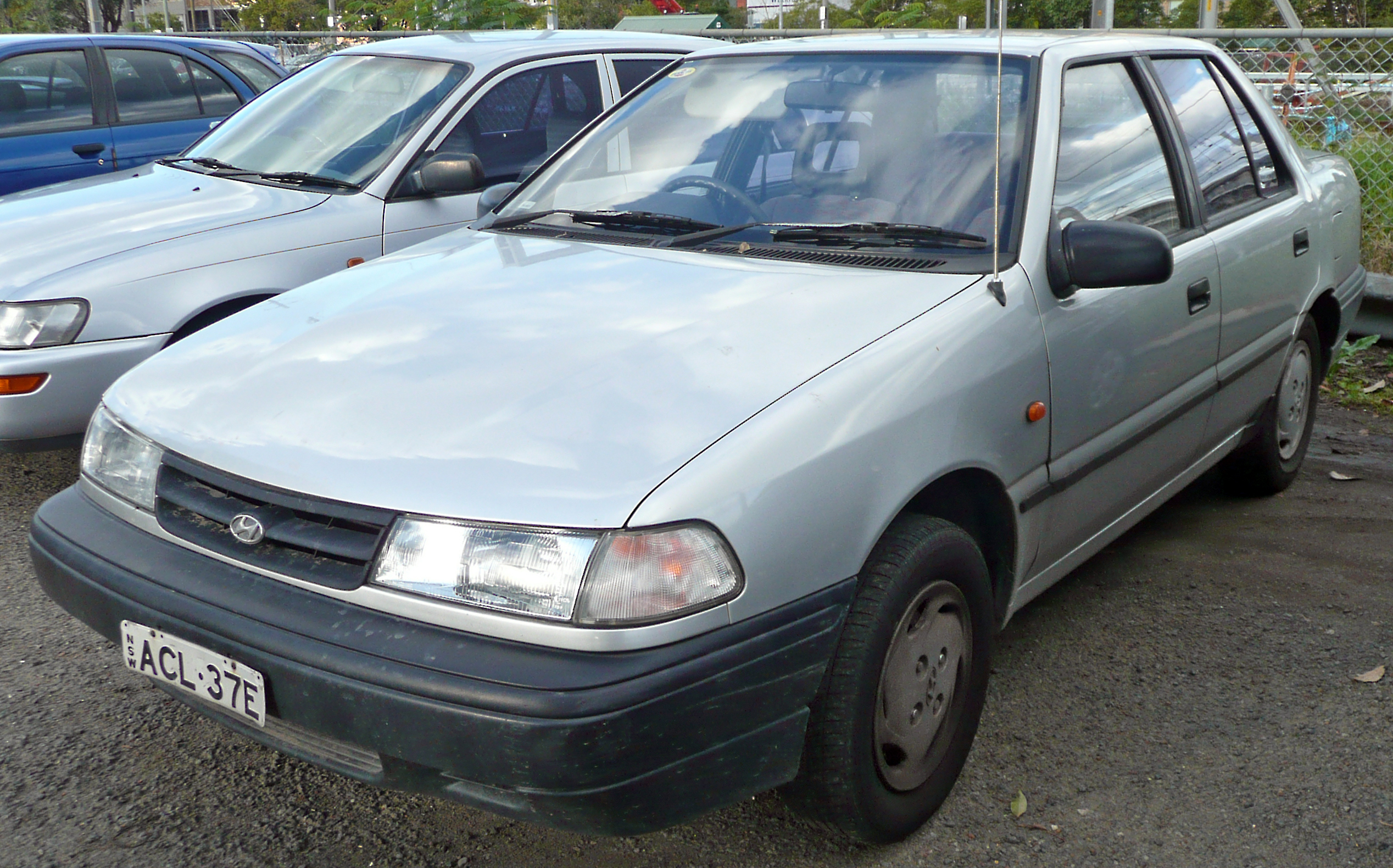
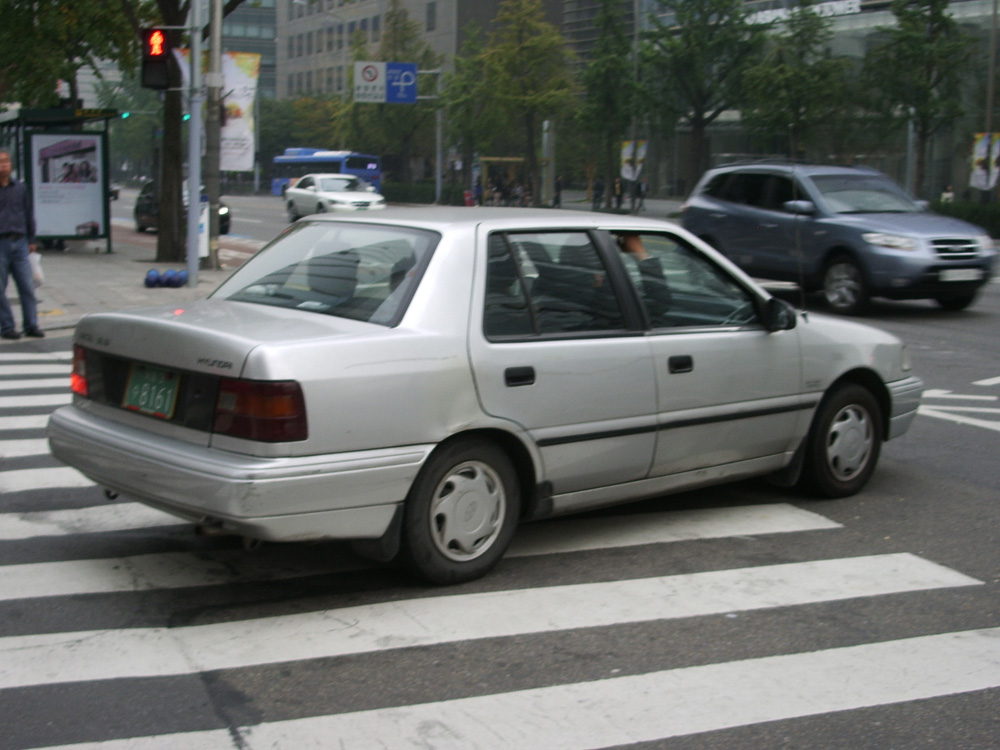
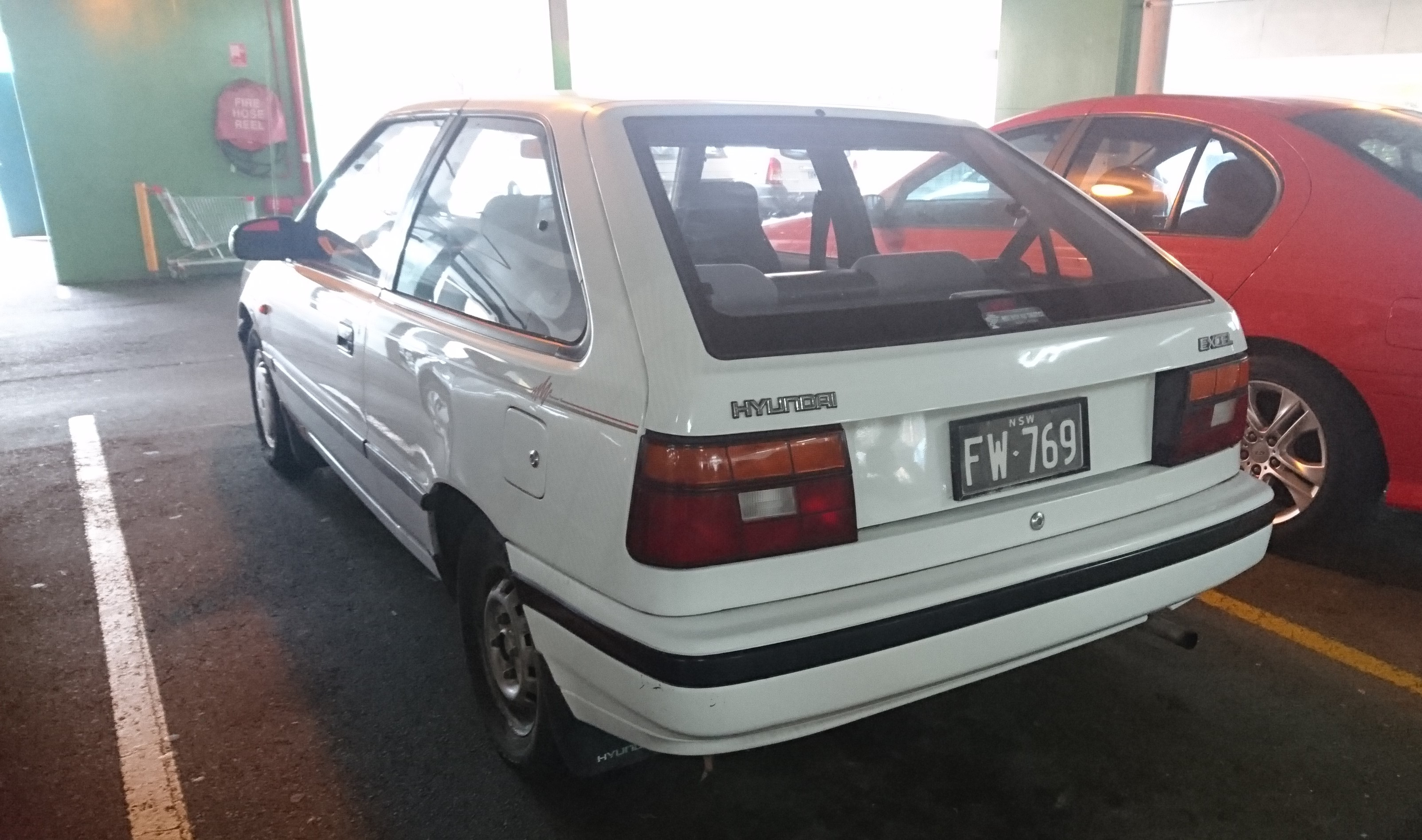
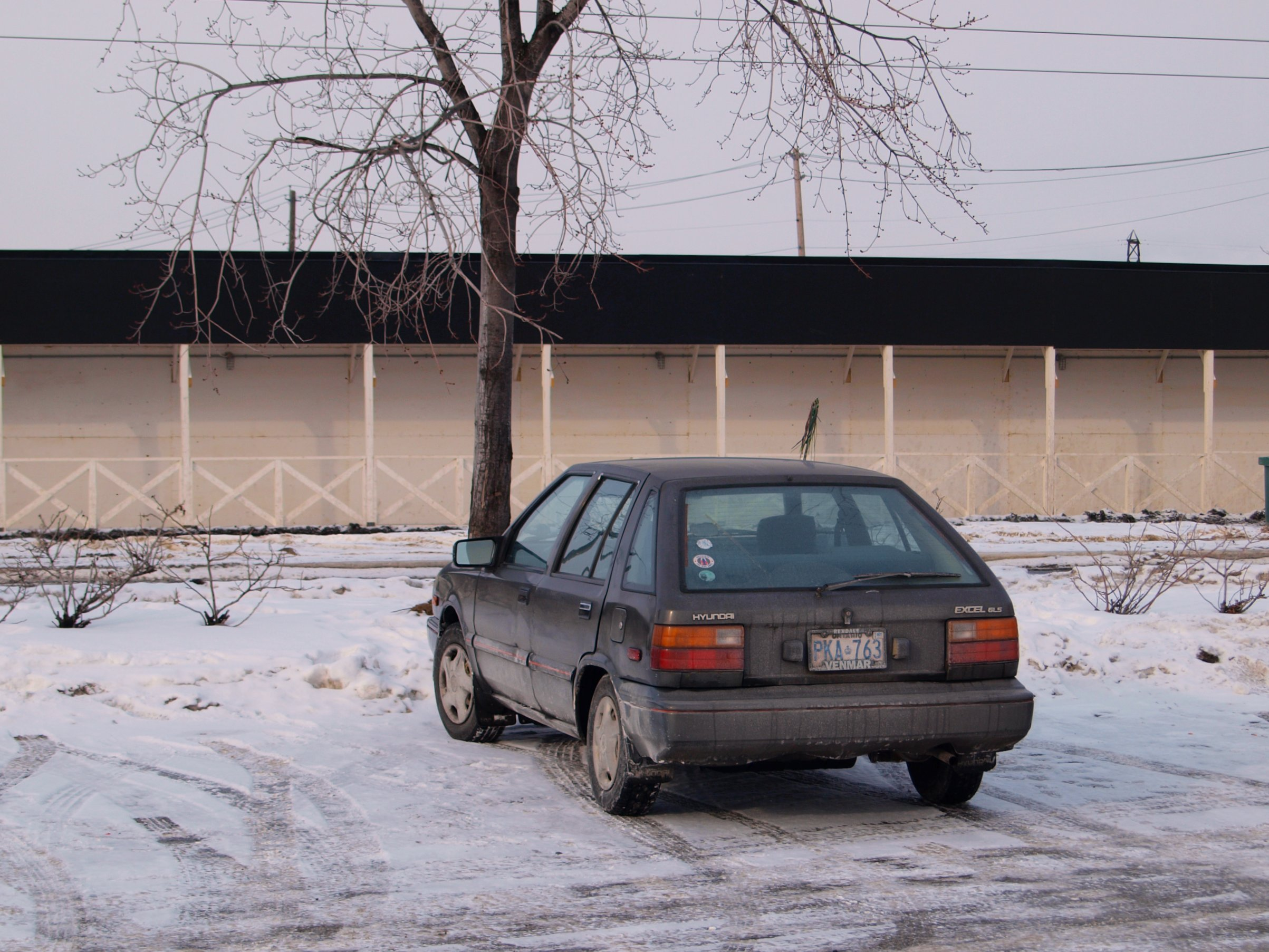
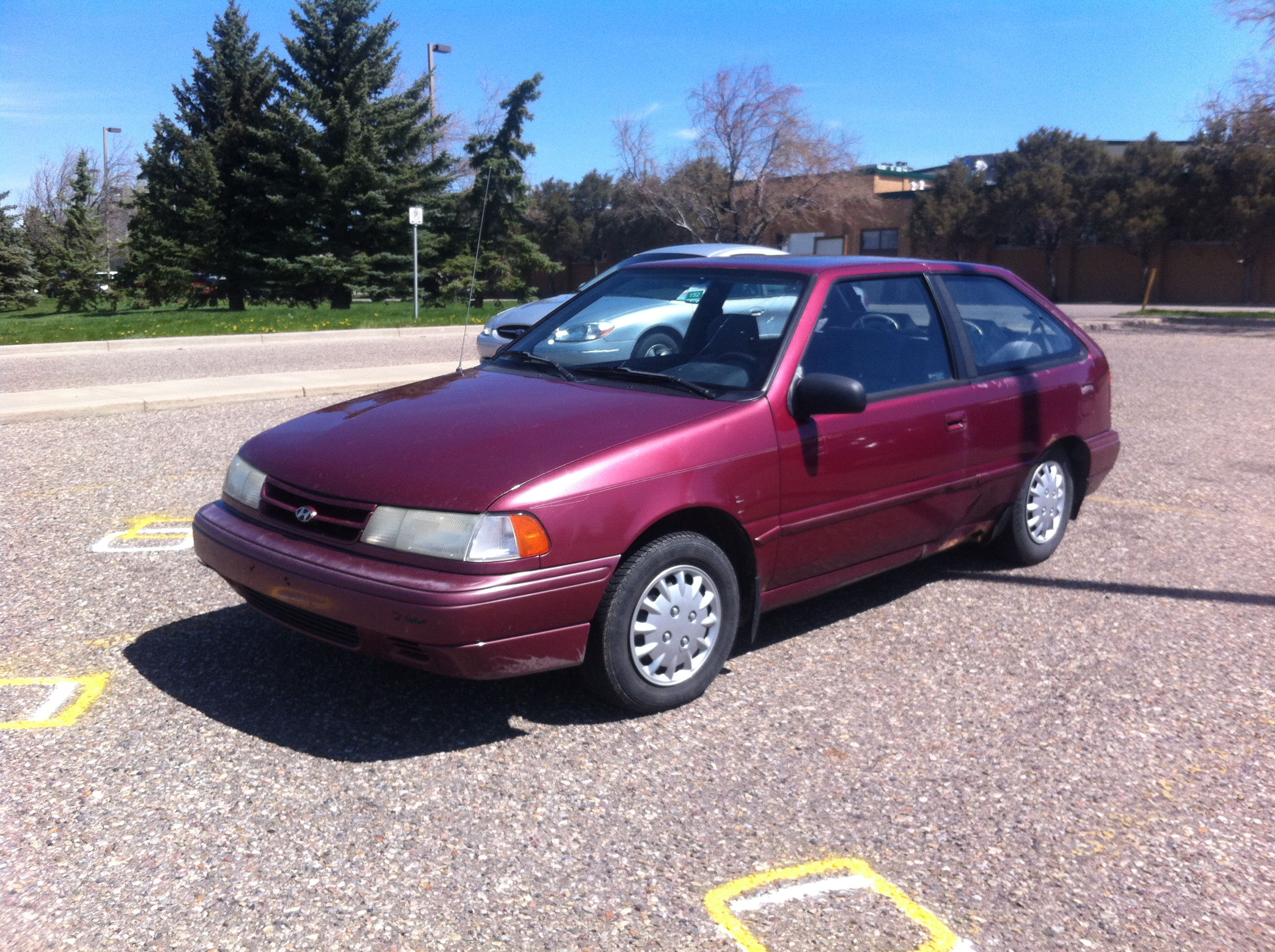
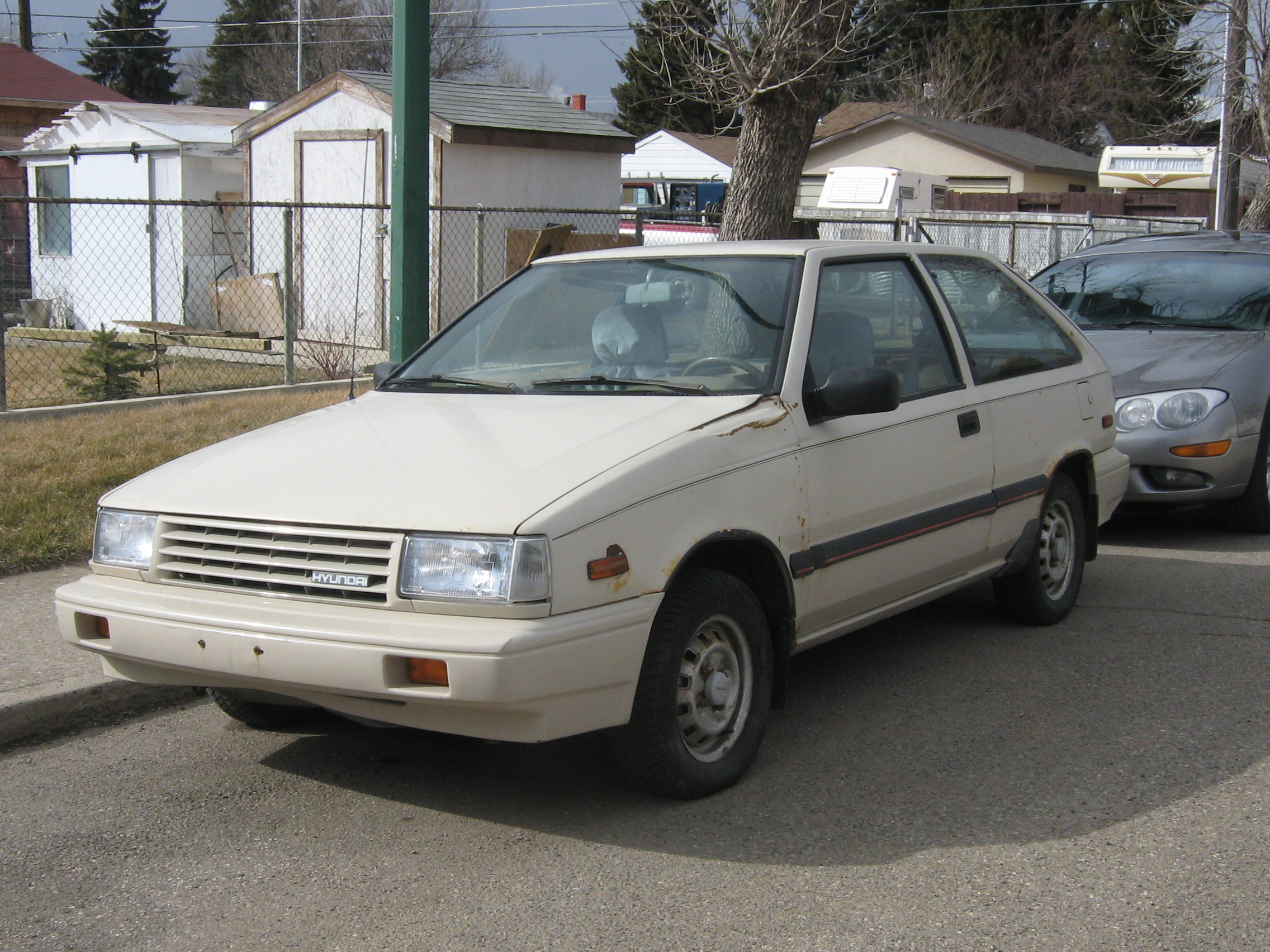
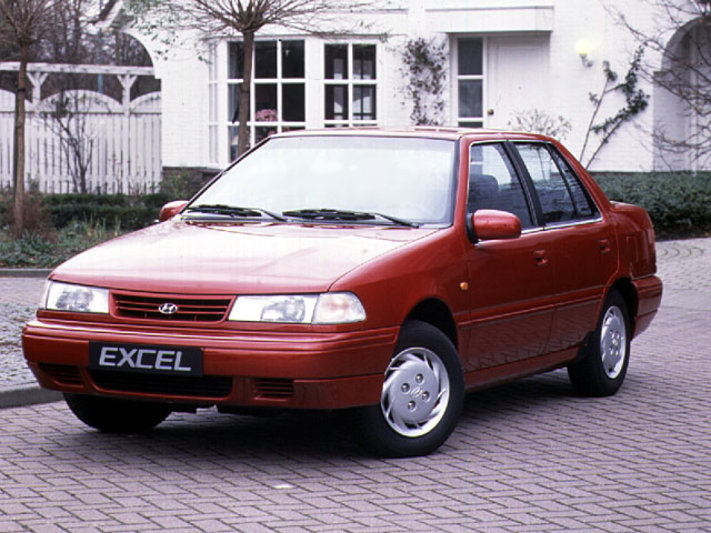
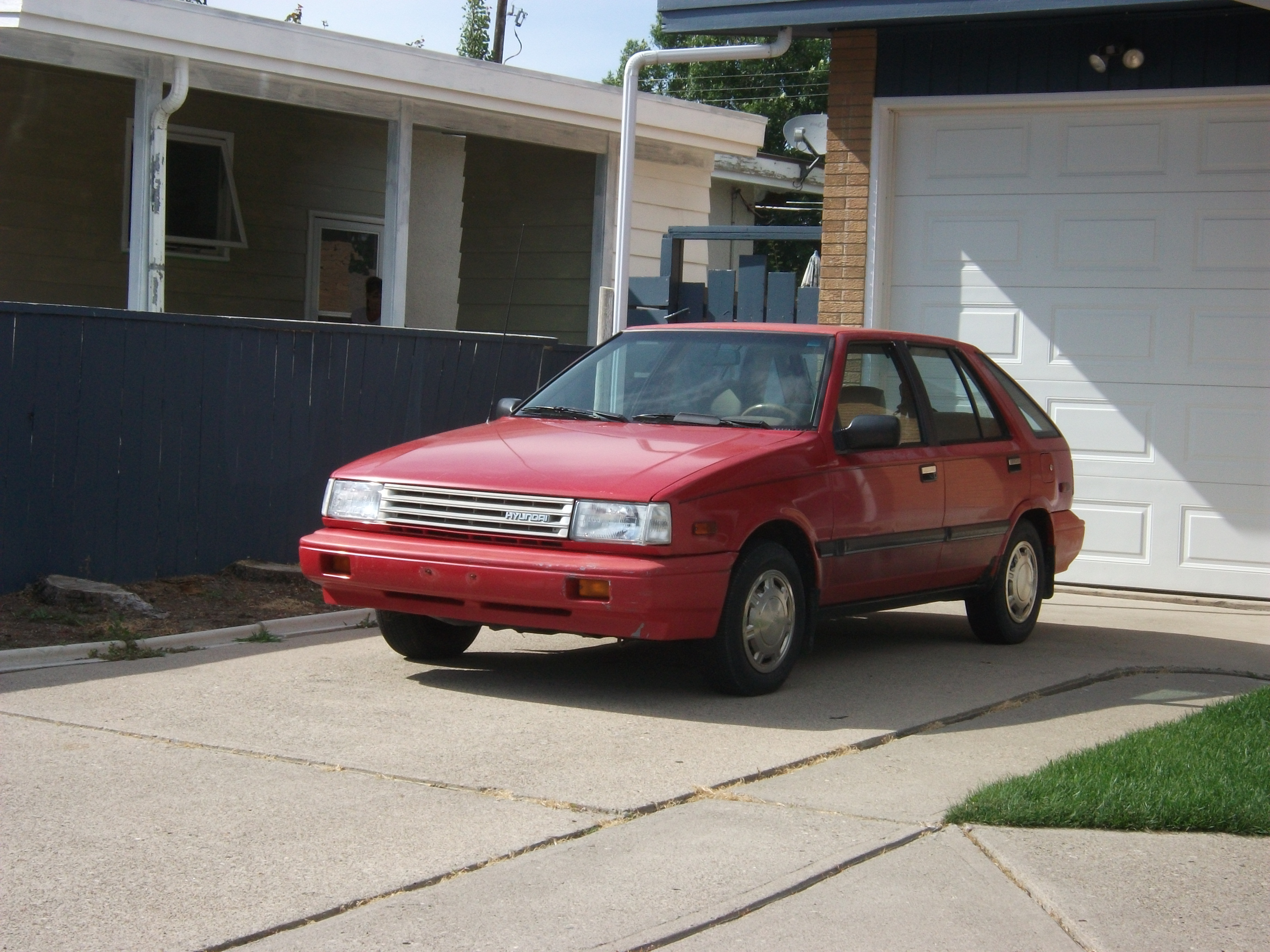
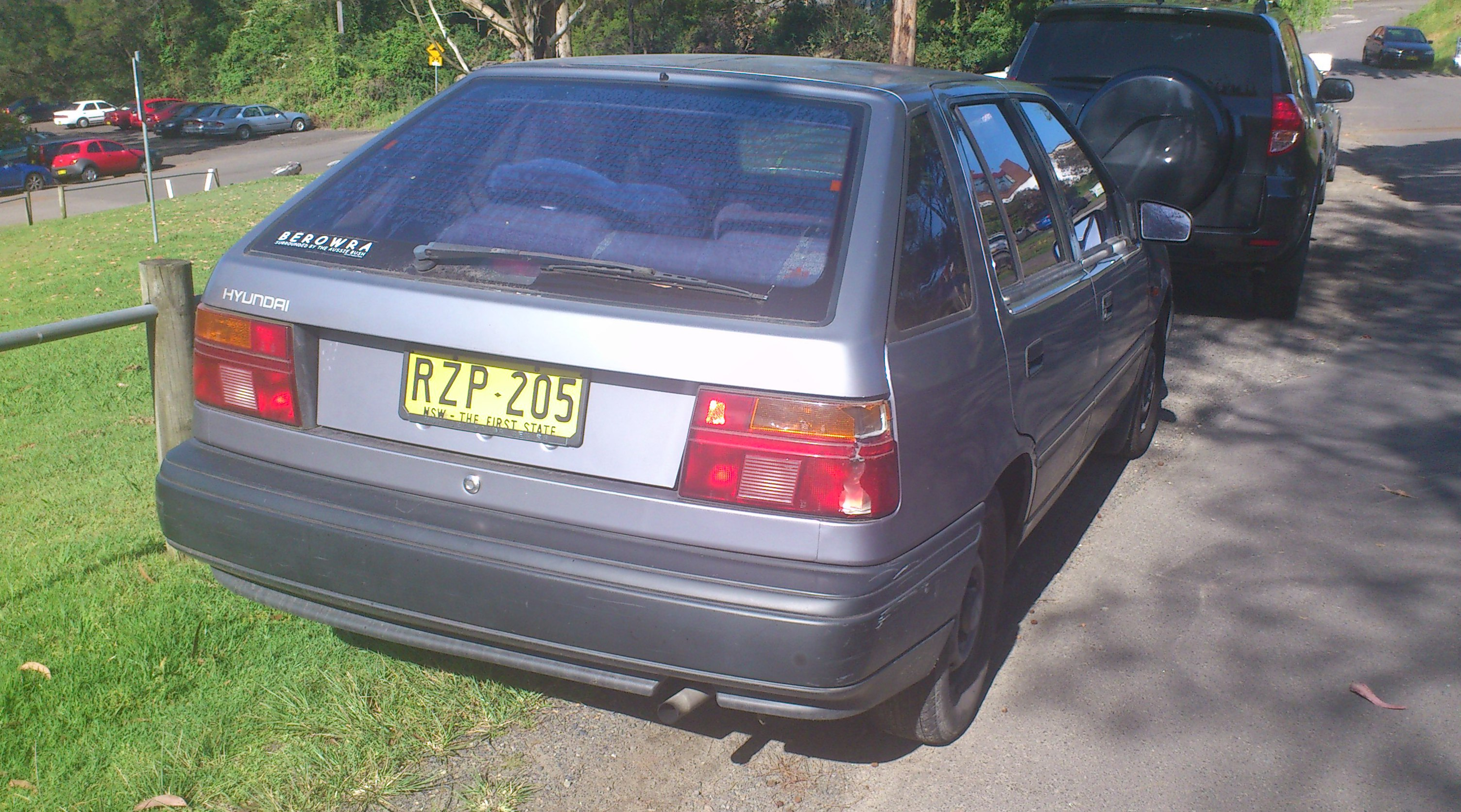
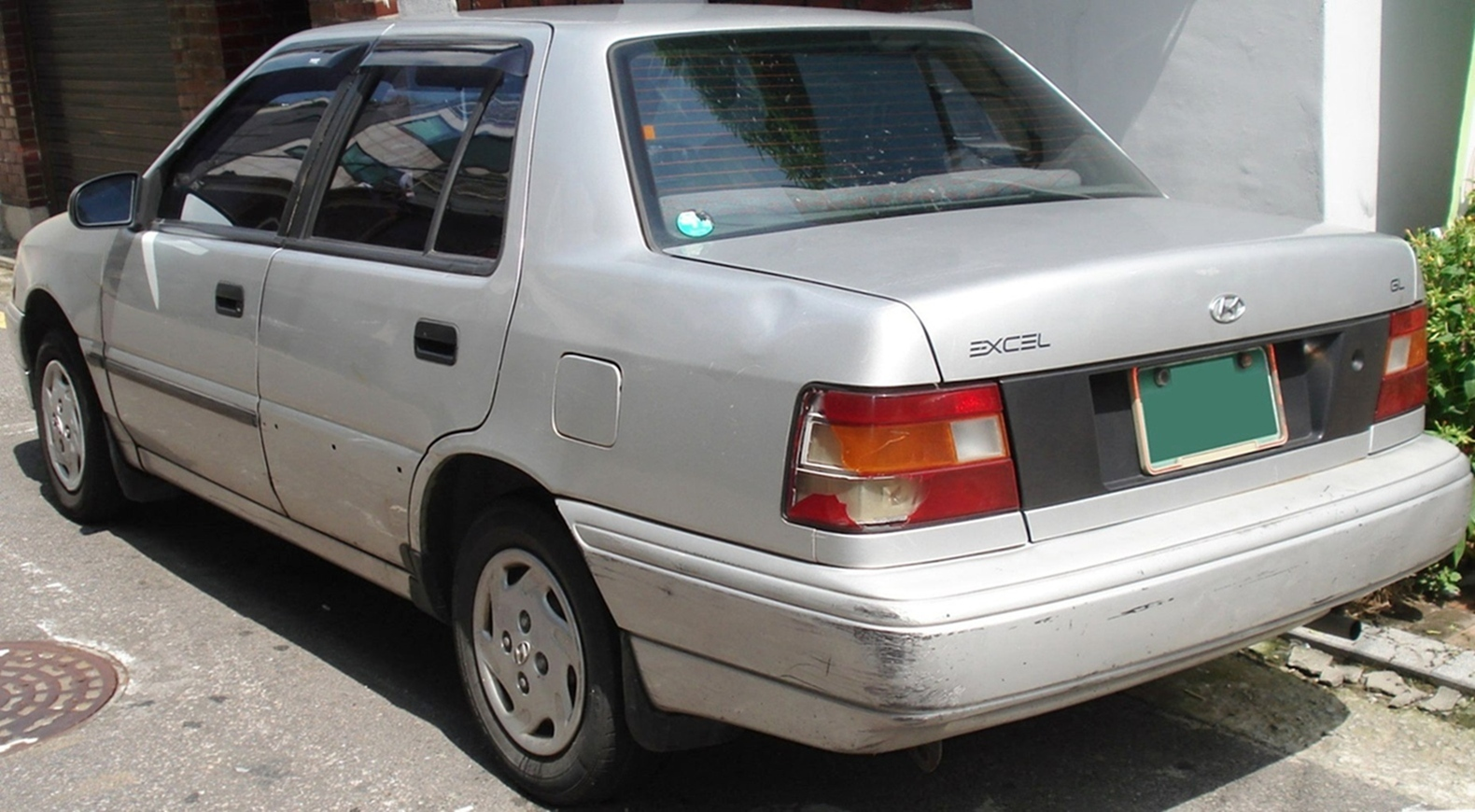
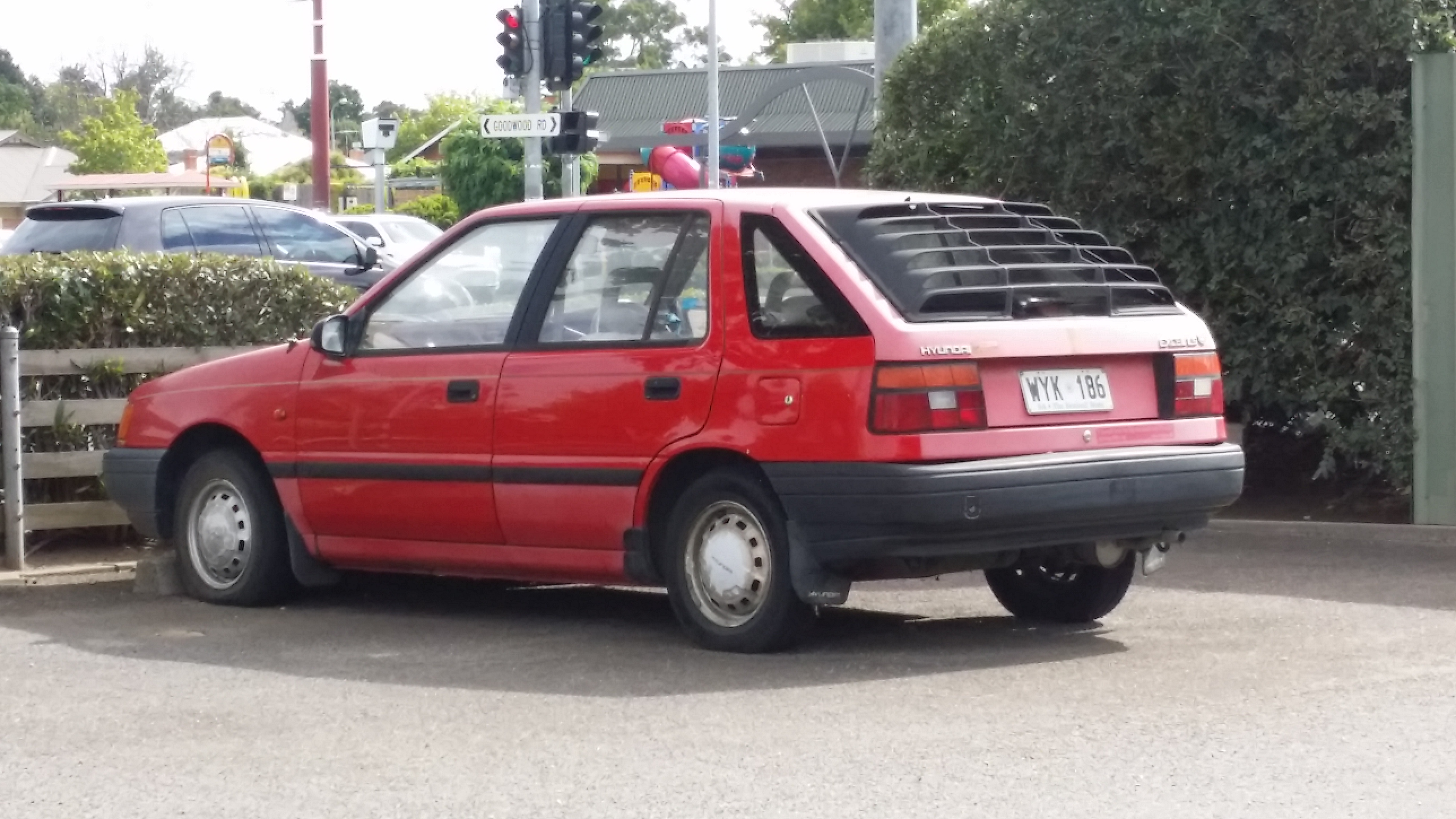
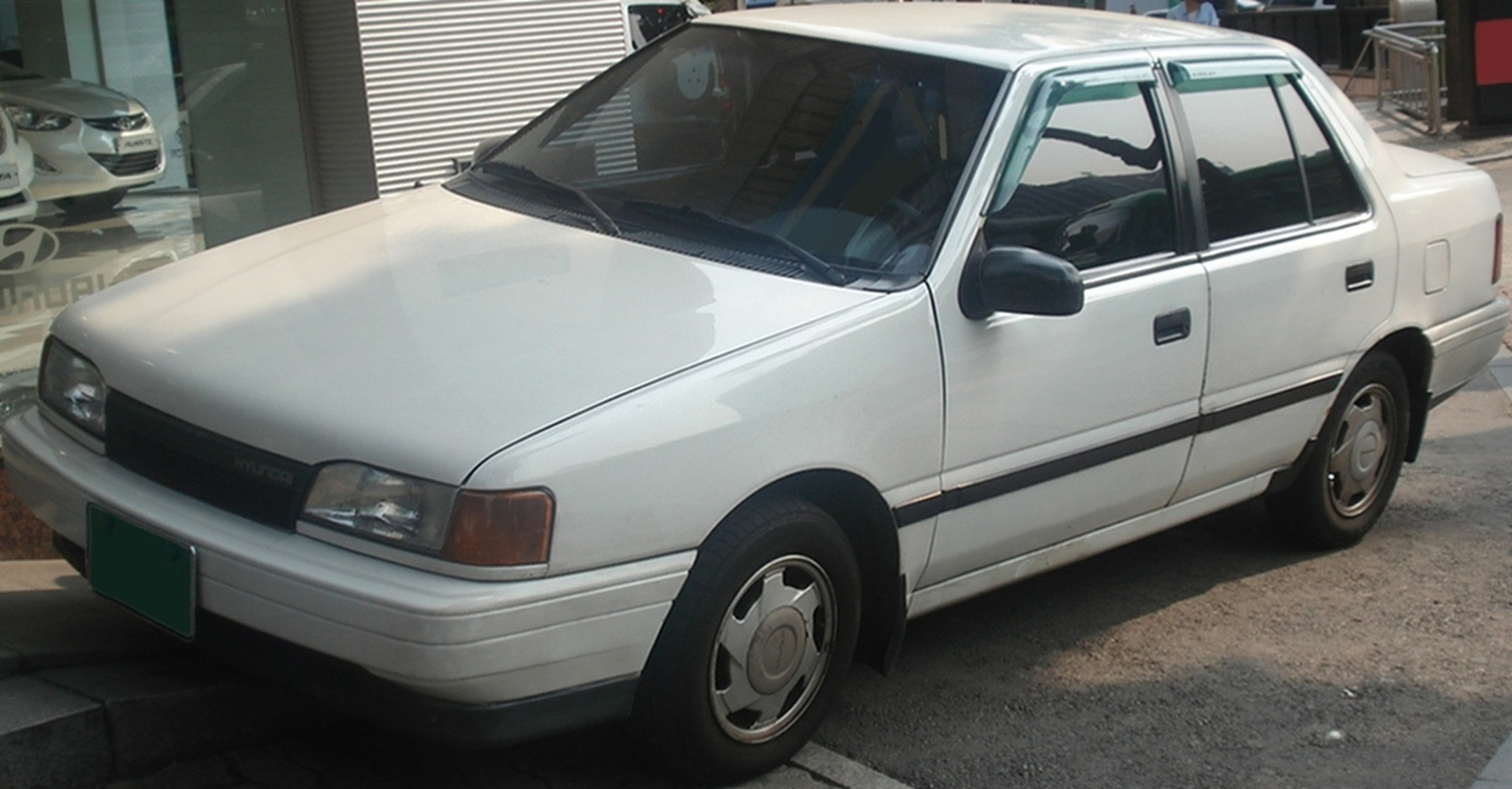
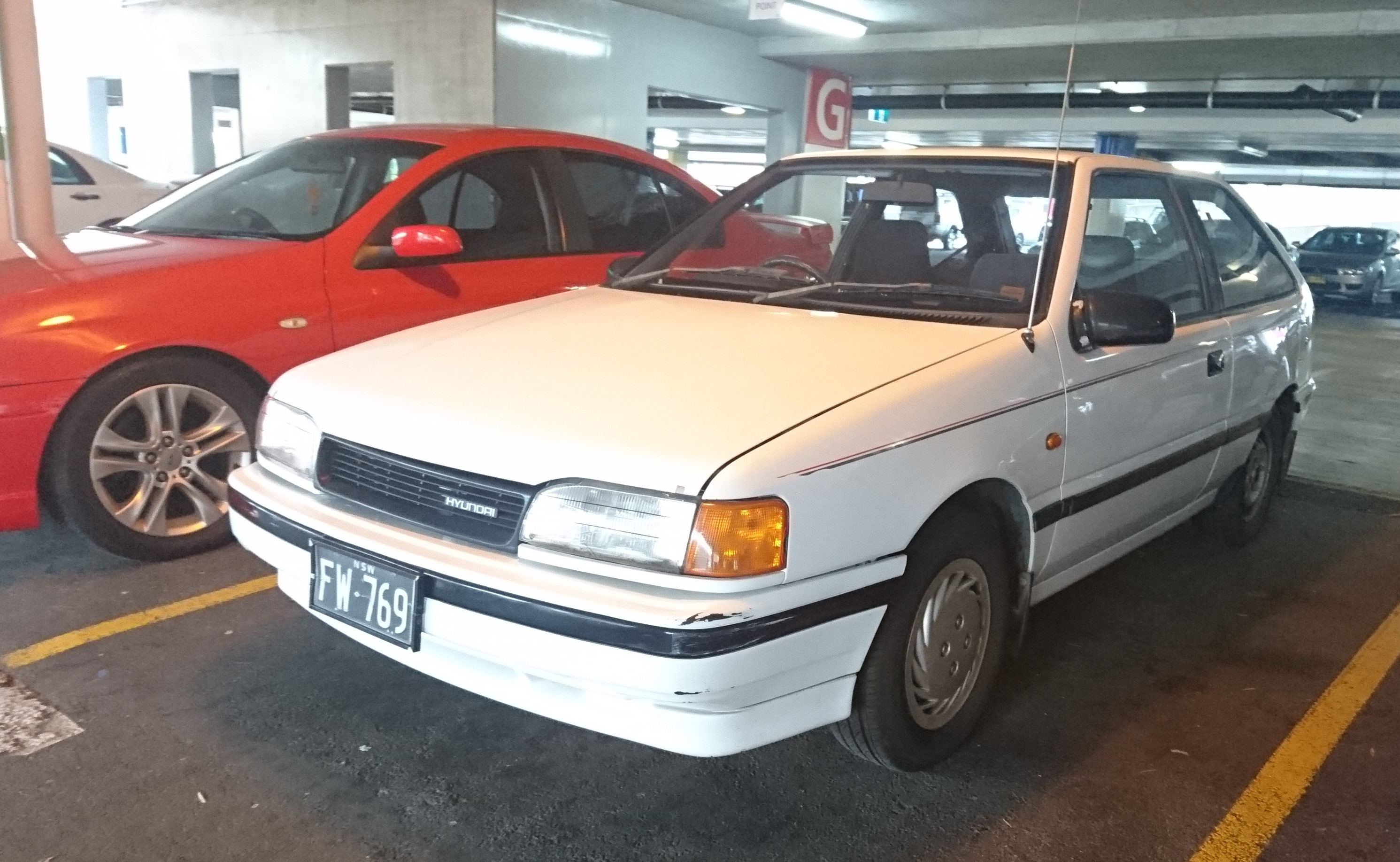
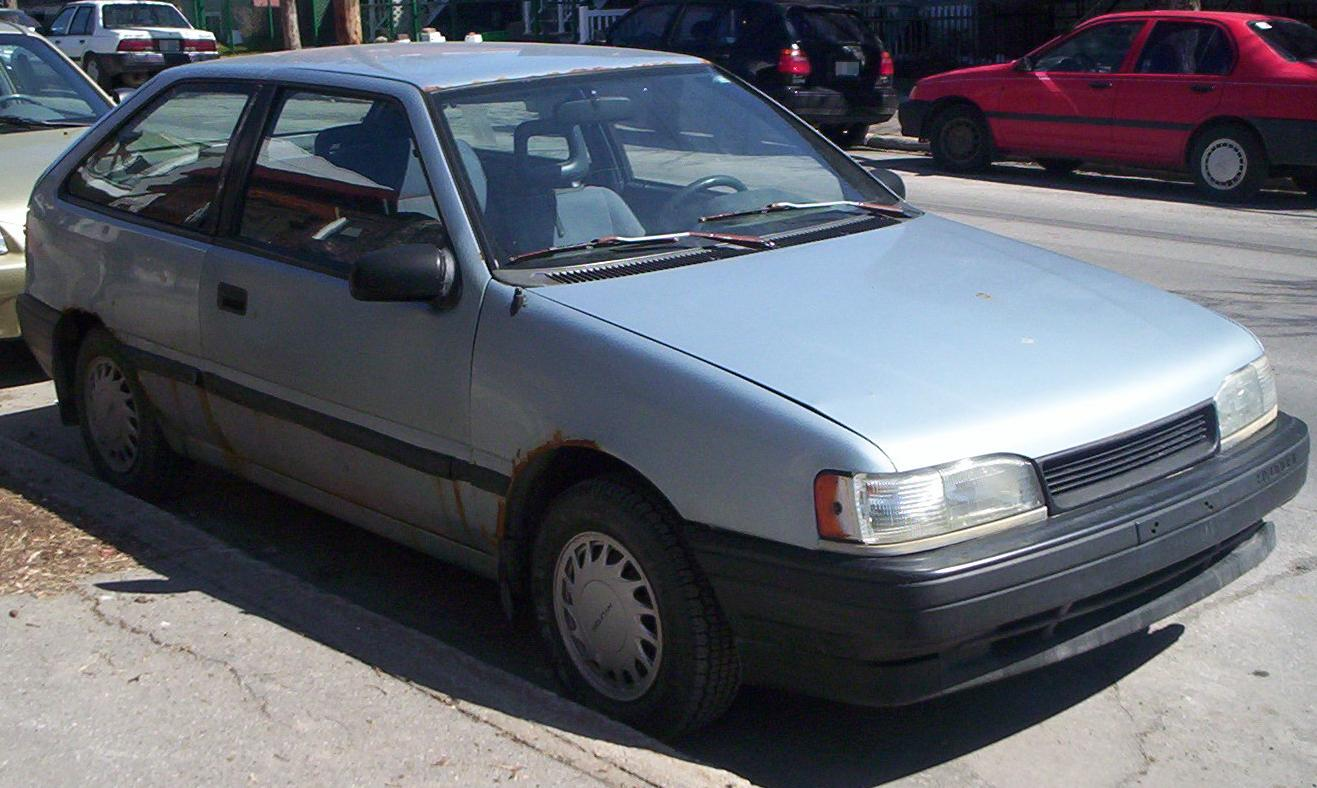
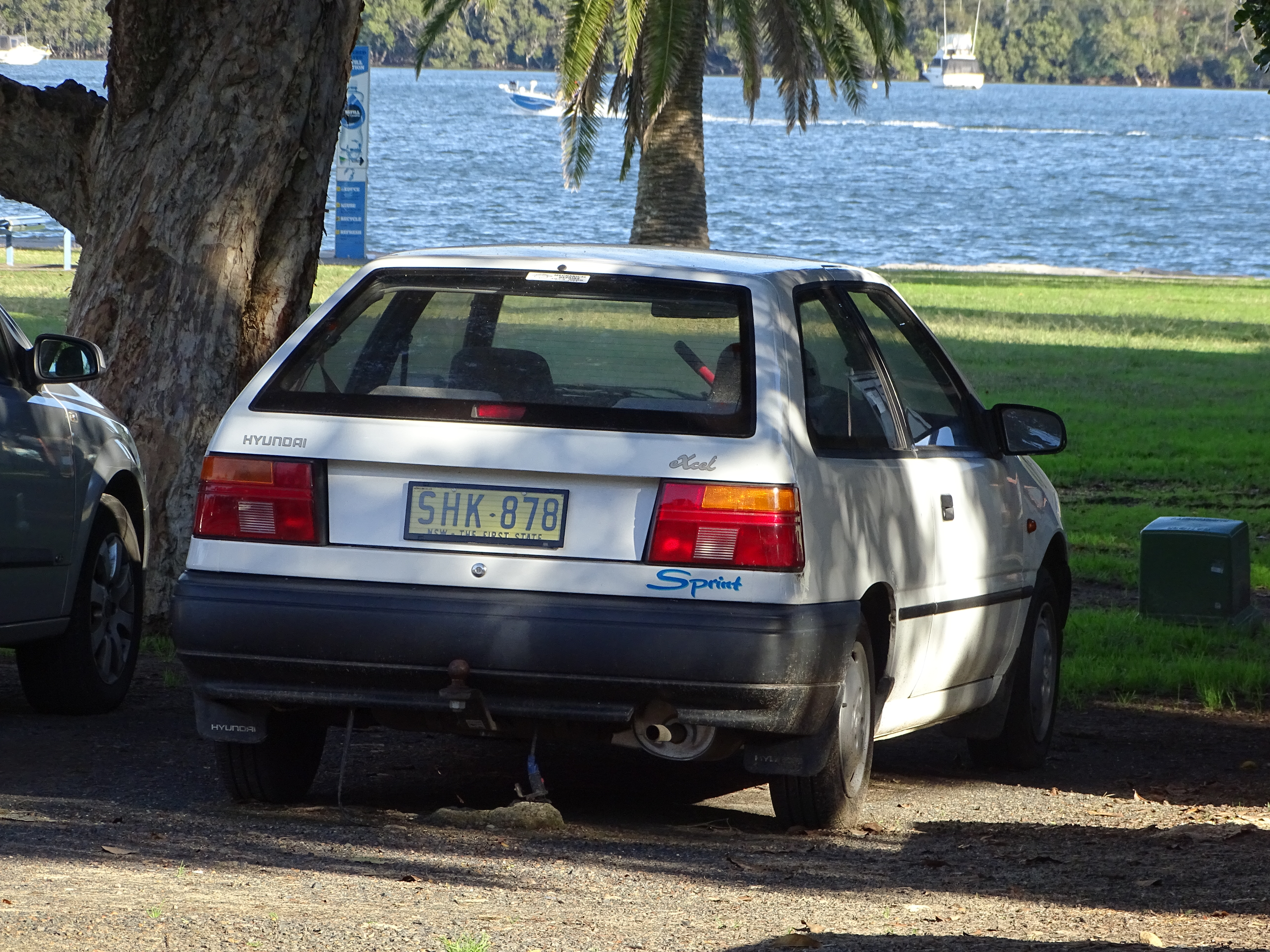
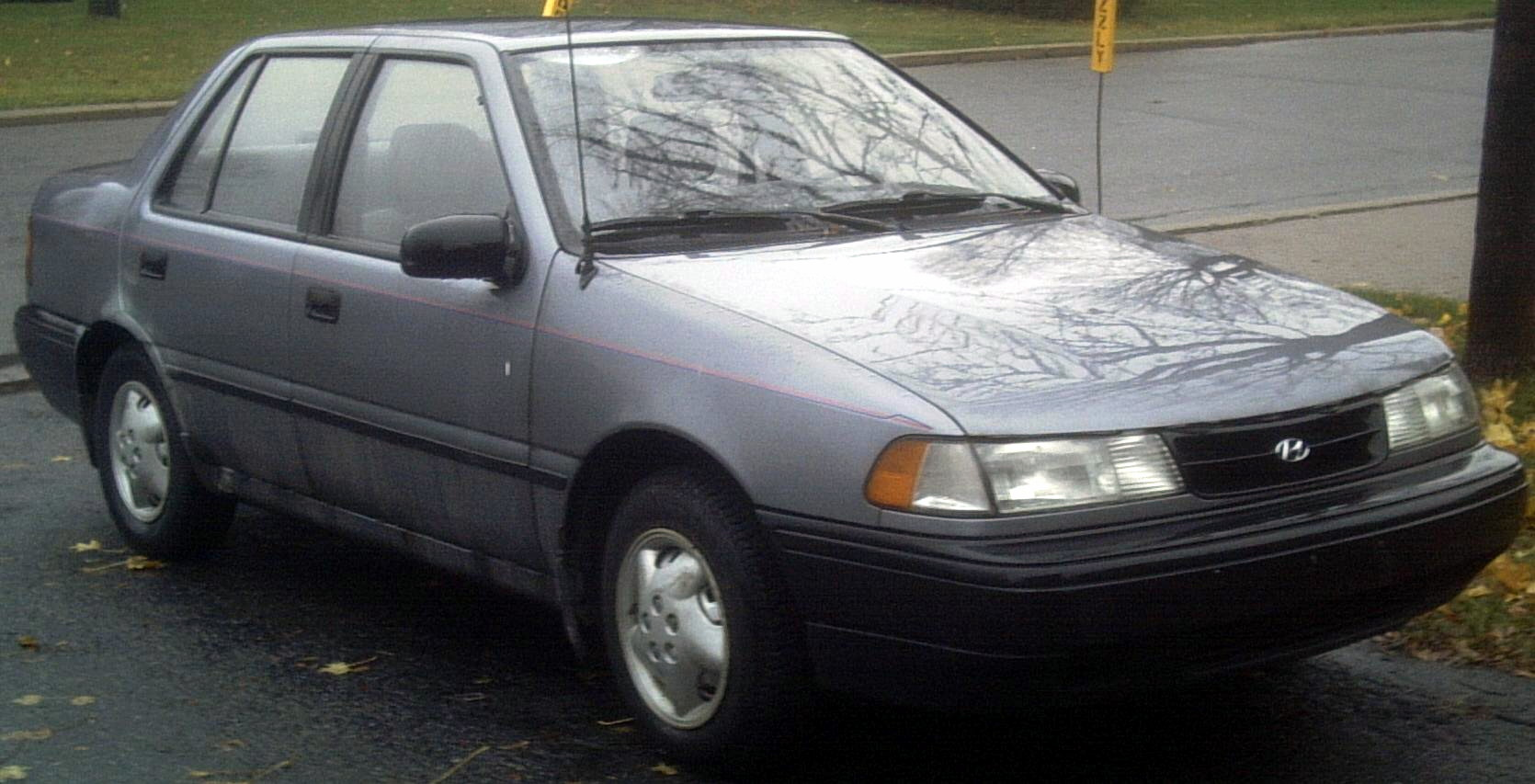
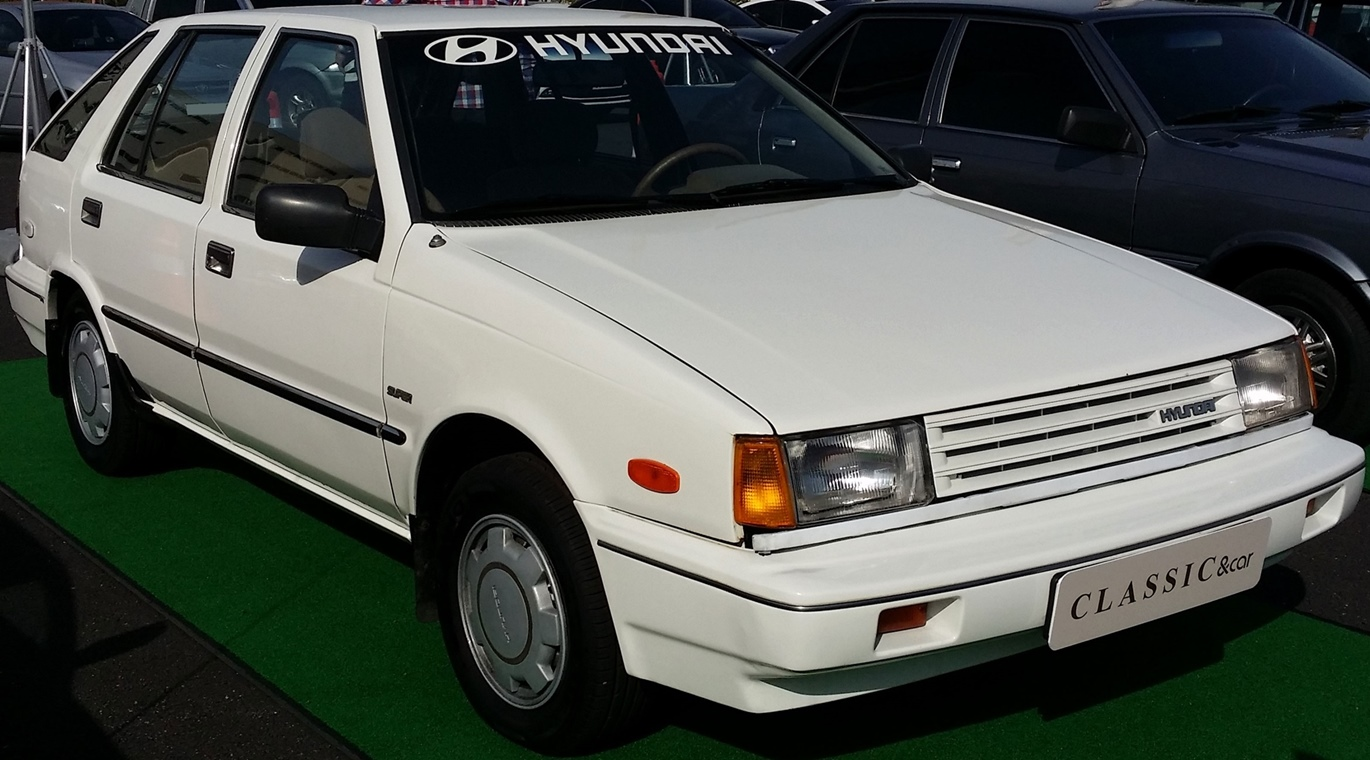
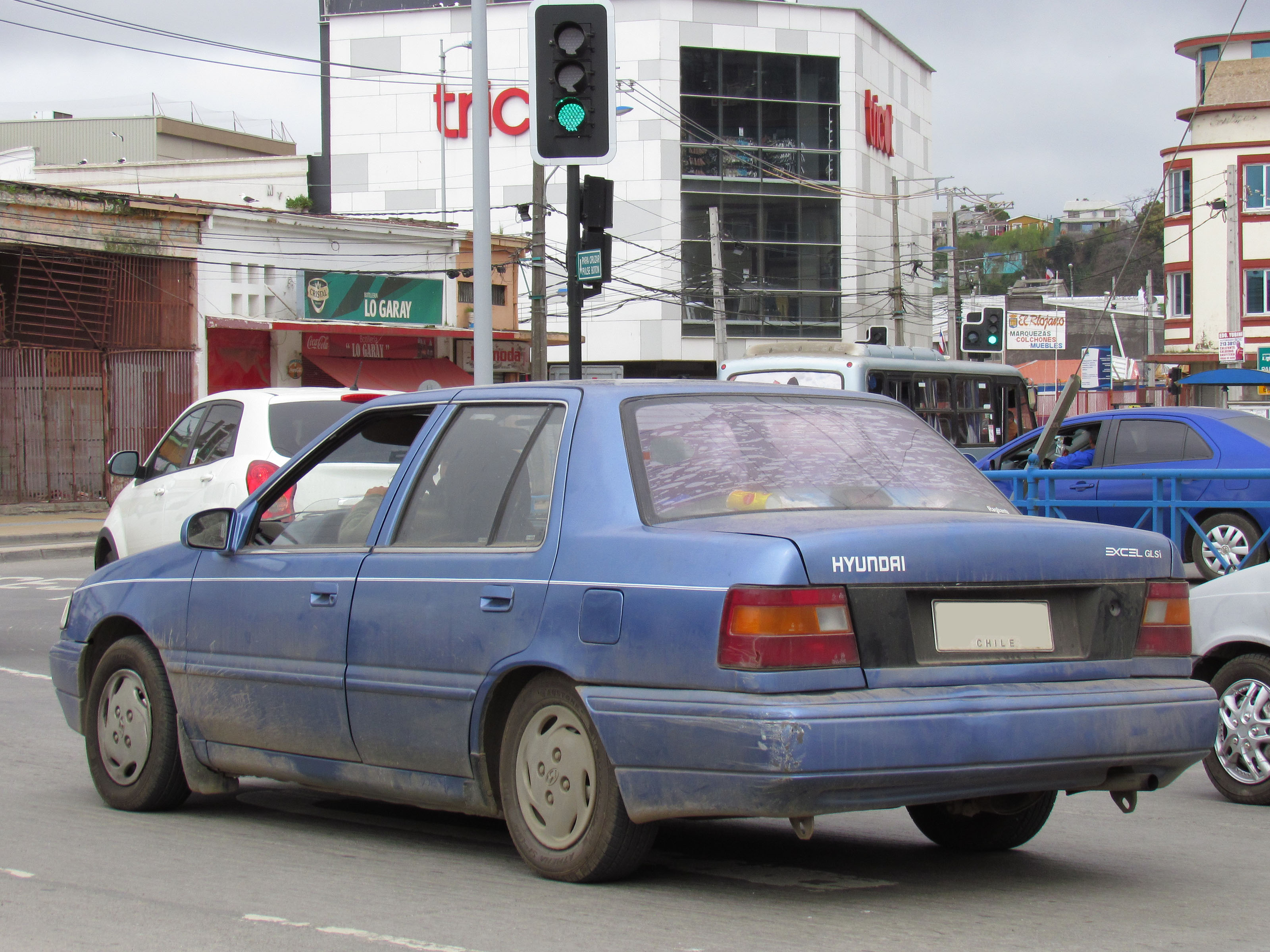
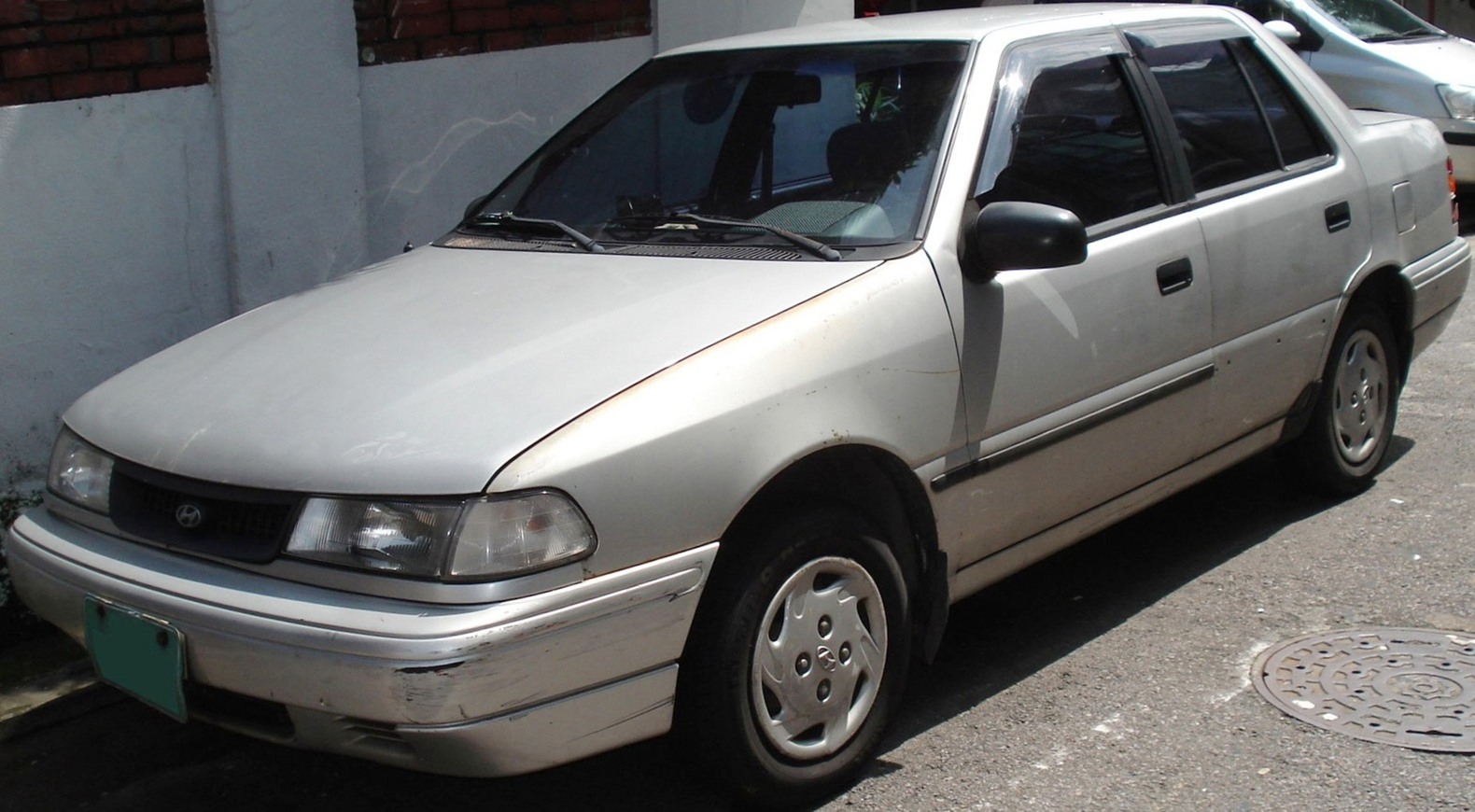
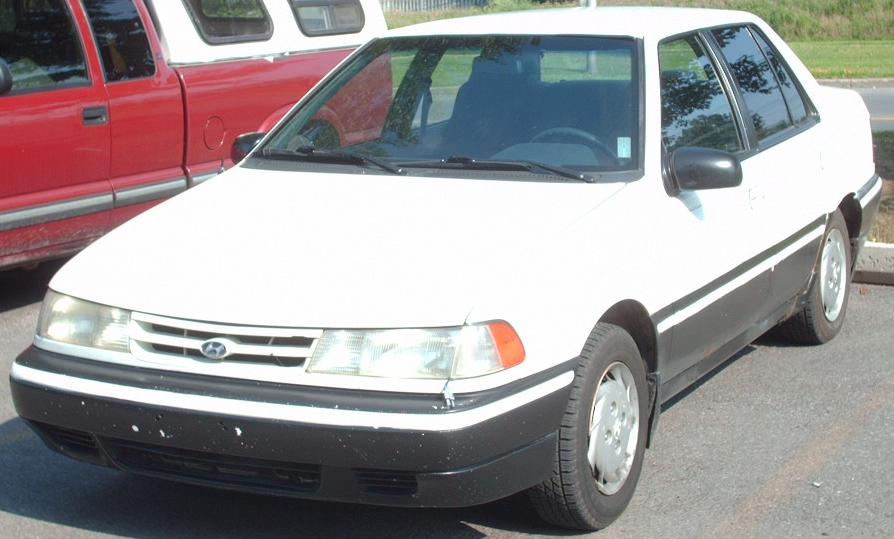
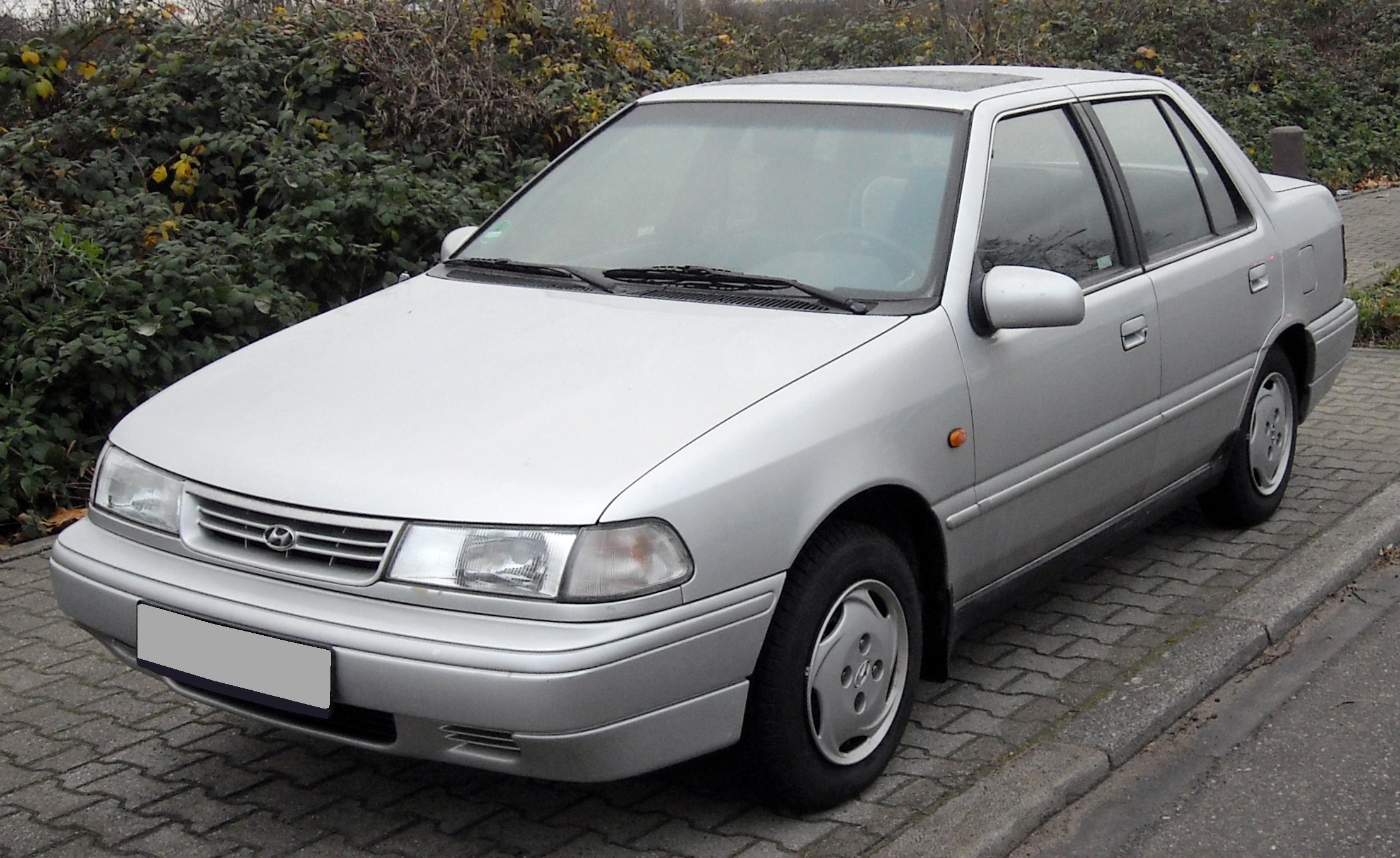
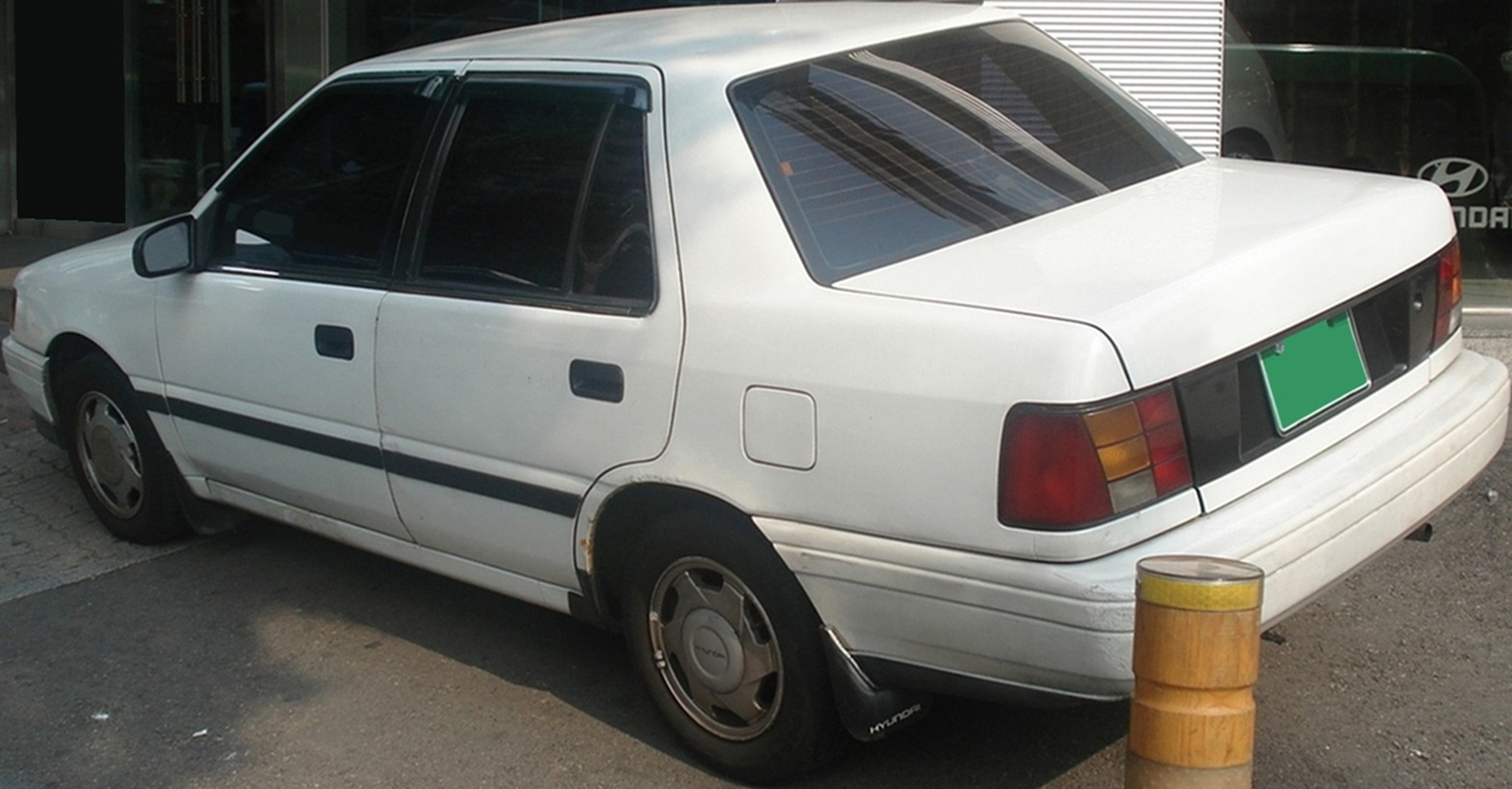